# Thayermöwe
Die Thayermöwe (Larus glaucoides thayeri) ist eine Unterart der Polarmöwe (Larus glaucoides). Sie trägt ihren Namen zu Ehren des amerikanischen Amateur-Ornithologen John Eliot Thayer (1862–1933). Die Thayermöwe wurde früher als eigenständige Art Larus thayeri betrachtet.

## Erscheinungsbild
Die Thayermöwe erreicht eine Körpergröße von 55 bis 63 Zentimetern. Die Flügelspannweite beträgt 142 bis 152 Zentimeter. Das Gewicht variiert zwischen 700 und 1.100 Gramm.
Im Brutkleid weist die Thayermöwe eine sehr große Ähnlichkeit mit der Silbermöwe auf. Der Schnabel ist gelb mit einem roten Fleck an der Schnabelspitze. Das Schnabelinnere ist kräftig rosafarben. Die Iris ist bei den meisten Individuen dunkel gelbbraun, etwa zehn Prozent der Population haben gelbe Augen. Die Beine und Füße sind rötlich. Der Augenring ist kräftig rot. Die Flügel sind grau, die Schwingen haben schwarze und weiße Federspitzen.
Im Schlichtkleid ist der Kopf der Thayermöwe dunkelbraun gestrichelt.

## Verbreitungsgebiet
Die Thayermöwe ist ein nearktischer Vogel. Sie brütet an der Westküste der Hudson Bay und auf den arktischen Inseln Kanadas. Sie ist ein Zugvogel, der im Winterhalbjahr an der Westküste Nordamerikas vorkommt. Sie ist hier von British Columbia bis nach Kalifornien zu beobachten.

## Lebensweise
Die Thayermöwe frisst überwiegend Fisch, eine geringe Rolle in der Ernährung spielen auch Krustentiere und Mollusken. Thayermöwen fressen außerdem Jungvögel und Eier anderer Vogelarten und nehmen auch Aas an. Vögel im Binnenland fressen in geringem Umfang auch Beeren und Samen.
Die Thayermöwe lebt ganzjährig gesellig und nistet in Kolonien. Dabei ist sie häufig mit anderen Möwenarten vergesellschaftet. Die Männchen verteidigen ihr Nest gegenüber anderen Männchen. Das Gelege besteht gewöhnlich aus drei Eiern, die von beiden Elternvögeln bebrütet werden. Die Küken sind mit 25 bis 30 Tagen flügge.

## Belege

### Einzelbelege
1. ↑  Larus glaucoides thayeri bei Avibase; abgerufen am 14. Juli 2022.
2. 1 2   Sale, S. 249